# Sáfránydalnok
A sáfránydalnok (Epthianura crocea) a madarak osztályának verébalakúak (Passeriformes) rendjébe és a mézevőfélék (Meliphagidae) családjába tartozó faj.

## Rendszerezése
A fajt François Louis Nompar de Caumat de Laporte Castelnau és Edward Pierson Ramsay írták le 1877-ben.

## Alfajai
- Epthianura crocea crocea Castelnau & E. P. Ramsay, 1877
- Epthianura crocea macgregori Keast, 1958
- Epthianura crocea tunneyi Mathews, 1912

## Előfordulása
Ausztrália területén honos. Természetes élőhelyei a szubtrópusi és trópusi cserjések, füves puszták és szavannák, mocsarak és tavak környékén. Kóborló faj.

## Megjelenése
Testhossza 11–12 centiméter, a testtömege 7–10 gramm.

## Életmódja
Ízeltlábúakkal táplálkozik.

## Szaporodása
|  |

## Természetvédelmi helyzete
Az elterjedési területe rendkívül nagy, egyedszáma pedig ismeretlen. A Természetvédelmi Világszövetség Vörös listáján nem fenyegetett fajként szerepel.